# 新野東
新野東（にいのひがし）は岡山県津山市にある地名。郵便番号は708-1205。

## 地理
旧・新野村の南東端に位置する。地域内には勝北支所がある。

## 歴史

### 沿革
1688年までに新野東村が新野東上村、新野東下村（下分）に分村。
- 1688年 - 新野東上村を久本村と改称。
- 1716年- 1736年の間 - 久本村が新野東村上東分、新野東村上西分に分村。
- 1872年 - 新野東村上東分、新野東村上西分、新野東村下分が合併、新野東村となる。
- 1889年6月1日 - 町村制施行により、勝北郡新野東村が同郡新野西上村、新野西下村、新野西中村、新野山形村と合併、新野村となる。新野東村は大字新野東となる。
- 1900年4月1日 - 勝北郡が勝南郡と合併し、勝田郡となる。
- 1955年1月1日 - 勝田郡新野村が、同郡勝加茂村、広戸村と合併、勝北町となる。新野東を除く新野村全域の大字はそれぞれ大字から新野を省く。
- 1958年 - 新野東字日本が市場南端部とともに日本原となる。
- 2005年2月28日 - 勝北町が苫田郡加茂町、阿波村、久米郡久米町とともに津山市に編入される。

## 世帯数と人口
2021年（令和3年）1月1日現在の世帯数と人口は以下の通りである。
| 町丁   | 世帯数  | 人口  |
| ------ | ------- | ----- |
| 新野東 | 333世帯 | 748人 |

## 小・中学校の学区
市立小・中学校に通う場合、学区は以下の通りとなる。
| 番地 | 小学校             | 中学校             |
| ---- | ------------------ | ------------------ |
| 全域 | 津山市立新野小学校 | 津山市立勝北中学校 |

## 交通

### 道路
- 国道53号
- 岡山県道348号堀坂勝北線
- 岡山県道415号工門勝央線

## 施設
- 津山市役所勝北支所
- 新野郵便局
- 津山市勝北図書館
- JA晴れの国岡山勝北SS
- マルイ勝北店